# Mr. Roarke
Mr. Roarke (/mɪstɹ̩ ɹɔɹk/ ), tradotto in italiano con Sig. Roarke, è un personaggio immaginario protagonista della saga di Fantasy Island, composta da tre serie televisive e un film. Il personaggio è tuttavia assente nella terza serie televisiva, sequel dove viene sostituito dalla nipote Elena Roarke. Primo e maggiormente iconico interprete del personaggio è Ricardo Montalbán, accanto al suo tuttofare Tattoo, interpretato da Hervé Villechaize, nella prima serie televisiva Fantasilandia (Fantasy Island, 1977-1984). Nelle successive opere, il personaggio è stato interpretato anche da Malcolm McDowell (Fantasy Island, 1998-1999) e Michael Peña (Fantasy Island, 2020).

## Caratteristiche
(Saluto con cui Mr. Roarke accoglie gli ospiti sull'isola.)
Mr. Roarke è un individuo enigmatico, apparentemente immortale (tuttavia può venire ferito e sanguinare), delle cui origini non si sa quasi nulla, proprietario e gestore dell'isola che ospita il resort Fantasilandia (in inglese Fantasy Island). Vanta di aver conosciuto numerosi personaggi storici, come ad esempio Elena di Troia, Lady Godiva, la regina Cleopatra, la contessa Erzsébet Báthory, Jack lo Squartatore, Lillian Russell, Mata Hari e William Shakespeare, oltre a numerosi personaggi letterari, di fantasia e mitologici, compreso Mefistofele. È dotato di numerosi "superpoteri", che manifesta durante la realizzazione delle fantasie dei suoi ospiti, quali ad esempio ridare temporaneamente la vista ai ciechi o l'udito ai sordi, dotare gli altri del potere della telecinesi o viaggiare nel tempo.
Mr. Roarke si è innamorato molte volte, ma la cosa che lo ha maggiormente colpito è stata la morte della moglie Helena Marsh a causa di un tumore al cervello che non ha potuto impedire. Nel film Fantasy Island del 2020 la moglie si chiama invece Julia Roarke e muore anch'essa di malattia (probabilmente tumore ai polmoni), ed è la causa scatenante della decisione di Mr. Roarke di risiedere permanentemente sull'isola.
Mr. Roarke non ha figli biologici, ma una figlia adottiva, Miranda, unica superstite di un naufragio avvenuto nelle vicinanze della sua isola, che, compiuti 18 anni, abbandona l'isola per tornare a vivere nel mondo esterno, dove diventa medico, si sposa, senza tuttavia conservare alcun ricordo dell'isola o di Roarke. Ha una discendendente, apparentemente una nipote, Elena Roarke, che eredita l'isola e ne mantiene il retaggio, proseguendo l'attività dell'antenato.

## Storia del personaggio
Alla fine del XX secolo gestisce un resort su di un'isola misteriosa collocata nel Pacifico meridionale, dove gli ospiti possono vedere realizzata una loro fantasia a pagamento, che Roarke utilizza per impartire lezioni di vita ai propri ospiti. Tali fantasie, una volta iniziate, non possono venire fermate in alcun modo, tuttavia Mr. Roarke ha il potere di intervenire solamente se queste diventano pericolose per gli ospiti.
Nel film Fantasy Island del 2020, che funge da prequel della serie televisiva originale, viene rivelato che Mr. Roarke è capitato sull'isola scoprendone il potere di rendere reali e concrete le fantasie. Così ha realizzato di veder rivivere la moglie Julia morta di malattia, ma con la conseguenza che l'illusione muore e risorge in continuazione, costringendolo a vederla soffrire e morire ogni volta. Alla fine cede e lascia andare la sua fantasia così da non doverla vedere più soffrire. Julia è originalmente la sua assistente sull'isola, posto che, una volta che Brax Weaver, un'ospite del resort, decide di restare permanentemente sull'isola così da vedere risorgere e tornare nel mondo reale il proprio fratellastro J.D., viene preso da questi, assumendo il nome di Tattoo-

## Sviluppo
Il produttore esecutivo Aaron Spelling ha affermato che l'idea originale della serie era nata per scherzo. Lui e il suo collega produttore Leonard Goldberg avevano sottoposto alcune idee al direttore della ABC, Brandon Stoddard, che li aveva respinti tutti, così alla fine Spelling aveva sbottato: "Ma che cosa vuoi? Un'isola dove la gente possa andare e realizzare tutte le sue fantasie sessuali?". Stoddard adorò l'idea.
Per la parte di Mr. Roarke, il network avrebbe voluto Orson Welles, ma Spelling rifiutò l'idea, sapendo quando fosse irritabile sul set. Rifiutò inoltre l'idea di una controparte femminile sexy per Mr. Roarke e Tattoo.

## Interpreti
Il primo e maggiormente iconico interprete di Mr. Roarke è l'attore messicano Ricardo Montalbán, altresì celebre per aver interpretato Khan Noonien Singh, un potenziato terrestre,  ex tiranno dell'Asia durante le guerre eugenetiche, nemesi del capitano James T. Kirk nel franchise di fantascienza di Star Trek. Nell'edizione in italiano della serie televisiva Fantasilandia (Fantasy Island, 1977-1984), l'attore è doppiato da Rino Bolognesi.
Nella prima serie televisiva remake, trasmessa nel biennio 1998-1999, il personaggio viene interpretato dall'attore britannico Malcolm McDowell, celebre anch'egli per aver interpretato un "cattivo" nel franchise di Star Trek: Tolian Soran, un El-Auriano che affronta al contempo il capitano Kirk e il capitano Jean-Luc Picard, ma ben più noto per aver interpretato il protagonista del film di Stanley Kubrick Arancia meccanica, Alex DeLarge.
Nel film Fantasy Island del 2021, che il regista Jeff Wadlow ha trasformato da un intrattenimento per famiglie in un film horror sullo stile di La notte del giudizio e Saw - L'enigmista, Mr. Roarke è interpretato dall'attore statunitense di origini messicane Michael Peña, noto per aver impersonato l'agente della DEA Enrique "Kiki" Camarena nella serie televisiva Narcos: Messico. Nell'edizione in italiano del film, l'attore viene doppiato da Daniele Raffaeli.
Nella serie televisiva sequel trasmessa tra il 2021 e il 2023, protagonista non è più Mr. Roarke, ma la di lui nipote Elena Roarke, anche detta Miss Roarke, che ha messo da parte le proprie ambizioni e la propria vita sentimentale per gestire il resort di famiglia. Elena Roarke è interpretata dall'attrice e cantante portoricana Roselyn Sánchez. Nell'edizione in italiano della serie televisiva l'attrice viene doppiata da Stella Musy.

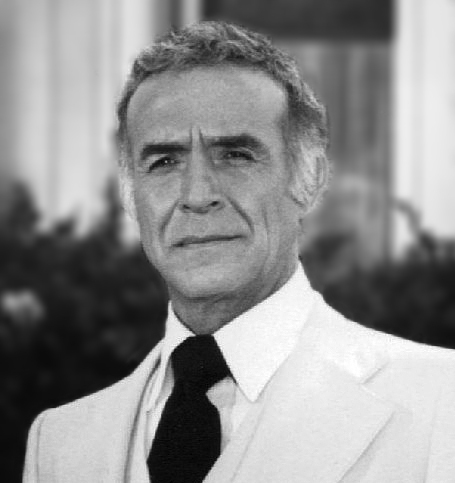
Ricardo Montalbán, primo interprete di Mr. Roarke
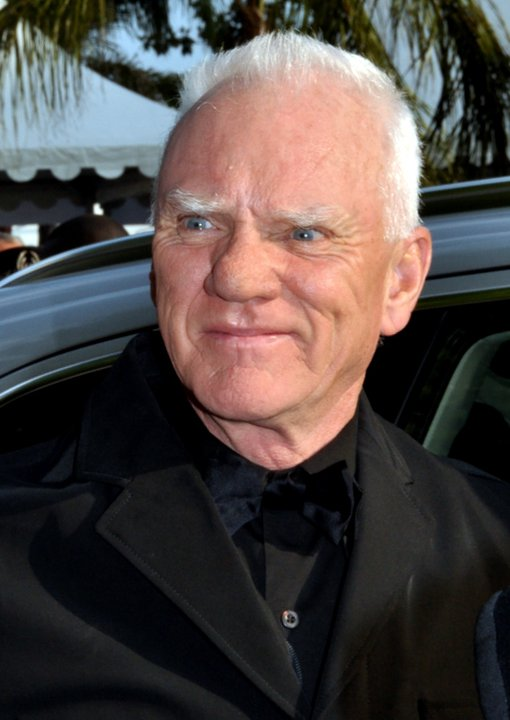
Malcolm McDowell, secondo interprete di Mr. Roarke
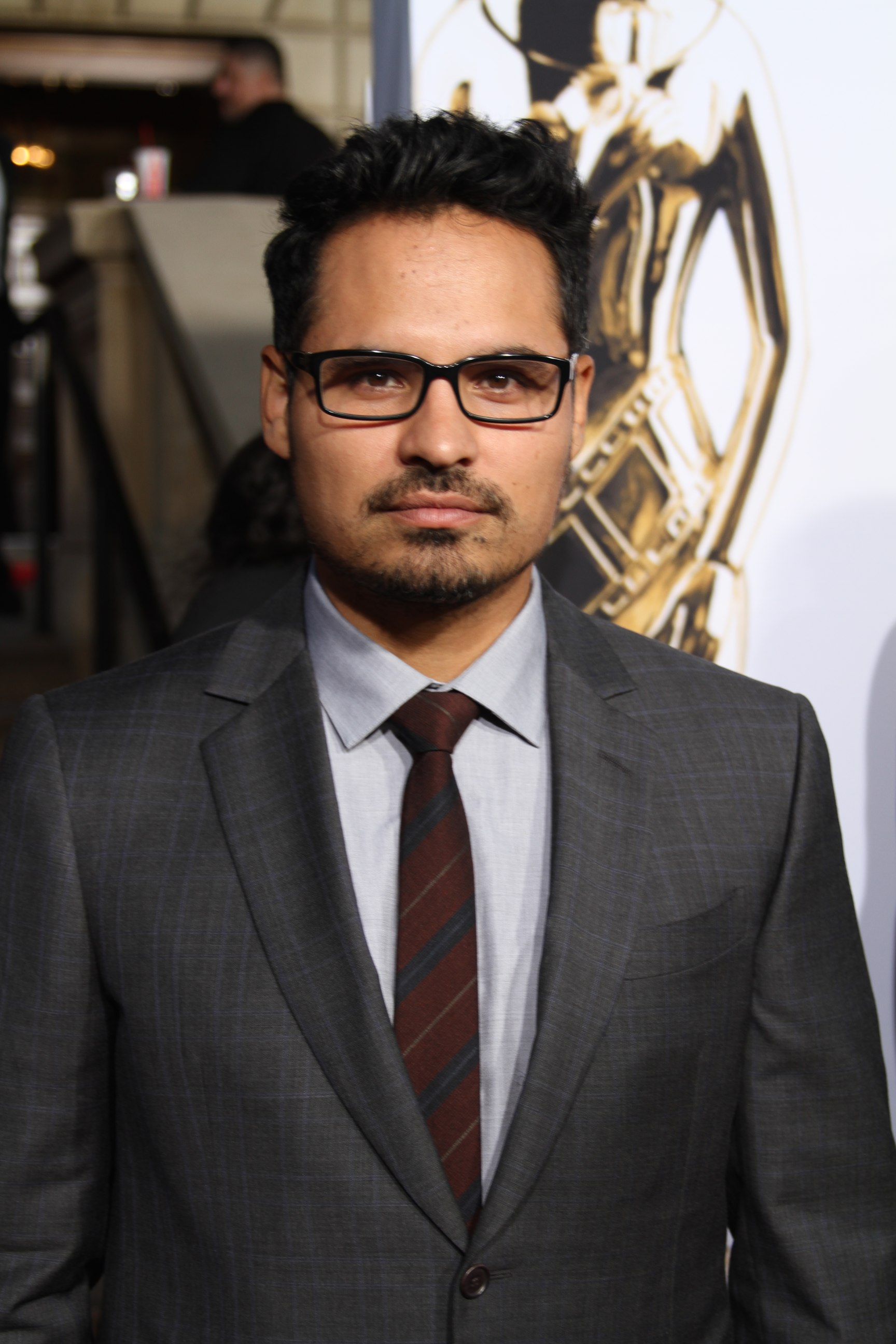
Michael Peña, terzo interprete di Mr. Roarke
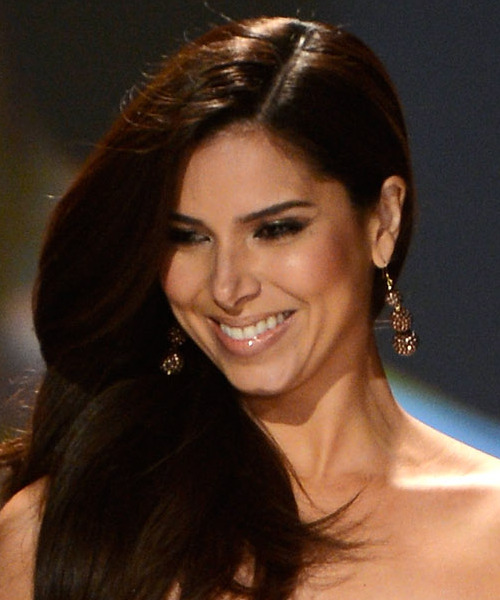
Roselyn Sánchez, interprete di Elena Roarke

## Merchandising
- Nel 2020 la casa di giocattoli statunitense Funko, ha realizzato un'action figure di 10cm in vinile di Mr. Roarke, che regge un cocktail, nella sua linea Pop!, con numero di catalogo 988.[9] Per la stessa linea è uscita anche l'action figure di Tattoo, con numero di catalogo 989.[10]

## Filmografia
- Fantasilandia (Fantasy Island) - serie TV, 154 episodi (1977-1984)
- Fantasy Island - serie TV, 13 episodi (1998-1999)
- Fantasy Island, regia di Jeff Wadlow (2020)